# Gladiator (Film)
Gladiator ist ein mit fünf Oscars prämierter Monumentalfilm aus dem Jahr 2000. Er entstand unter der Regie von Ridley Scott und spielte weltweit ca. 457 Millionen US-Dollar ein. Allein in Deutschland sahen ihn bis Anfang 2001 rund 3,4 Millionen Menschen im Kino. Das US-Kinomagazin Empire listet die von Russell Crowe verkörperte Figur des Maximus Decimus Meridius auf Platz 95 der 100 wichtigsten Filmfiguren der Kino-Filmgeschichte.

## Handlung
Im Mittelpunkt des Filmes steht der von der Iberischen Halbinsel stammende, erfolgreiche römische Feldherr Maximus Decimus Meridius, der ein treuer Gefolgsmann des Kaisers Mark Aurel (im Film mit seinem lateinischen Namen Marcus Aurelius angeredet) ist. Obwohl die mit den Römern verfeindeten Germanen fast besiegt sind, geben sie noch immer nicht auf. Nach einer flammenden Ansprache führt Maximus seine Truppen gegen die Feinde in die Schlacht. Der Kampf ist beiderseits verlustreich, doch die römische Legion geht siegreich hervor. Obwohl er Maximus für die errungenen Siege lobt, plagen Mark Aurel wegen der geführten Kriege und eingenommenen Länder sowie der korrumpierten Politik in Rom Gewissensbisse. Er sieht sein Ende nahen und möchte Rom dem Volk wieder zurückgeben, also das Kaisertum abschaffen und die Republik wiederherstellen. Diese Aufgabe will er Maximus übertragen, der als Feldherr der nördlichen Provinzen hoch geschätzt ist.
Mark Aurels leiblicher Sohn Commodus wird zusammen mit seiner Schwester Lucilla, einer ehemaligen Geliebten von Maximus, ins Feldlager der Legion nach Germanien gerufen und erfährt dort von seinem Vater, dass nicht er der Thronfolger werden soll. Darüber bitter enttäuscht erstickt Commodus seinen Vater, bemäntelt dessen Tod als „natürlich“ und erhebt sich selbst zum römischen Kaiser. Maximus aber verweigert Commodus die Gefolgschaft, da er Commodus’ Taten, den Mord am Vater und den Verrat am römischen Volk erkennt.
Commodus befiehlt daraufhin den Prätorianern die Hinrichtung bzw. Ermordung von Maximus und seiner Familie. Maximus kann die Prätorianer überwältigen, wird beim Kampf verletzt und flüchtet nach Hause, nach Turris Julia (heute: Trujillo, Provinz Cáceres, Spanien) in der römischen Provinz Lusitania. Dort angelangt findet er seine Frau erhängt und verbrannt, seinen achtjährigen Sohn gekreuzigt und sein Haus niedergebrannt vor.
Nachdem er seine Familie begraben hat, verliert Maximus schwer verletzt die Besinnung. Sklavenhändler nehmen ihn mit, verschleppen ihn nach Afrika (Zucchabar) und verkaufen ihn als Sklaven an die Gladiatorenschule von Antonius Proximo, einem ehemaligen Gladiator. Als Gladiator ist Maximus ähnlich erfolgreich wie einst als Feldherr. Unter dem Pseudonym Der Spanier erwirbt er sich rasch den Respekt seiner mitkämpfenden Gladiatoren sowie die Begeisterung der Massen. Die Gladiatorentruppe wird nach Rom engagiert, als Commodus zu Ehren seines verstorbenen Vaters Gladiatorenspiele im Kolosseum ansetzt.
Gladiatoren, die Lieblinge des Publikums werden, haben die Chance, freigelassen zu werden. Dies ist das Ziel von Maximus. Nach einem erfolgreichen Kampf tritt Kaiser Commodus persönlich in die Arena und verlangt von Maximus, der während der öffentlichen Schaukämpfe eine silberne Eisenmaske trägt, die Preisgabe seiner Identität. Maximus nimmt die Maske ab und Commodus muss erkennen, dass sein totgeglaubter Rivale um die Gunst seines Vaters ihm gegenübersteht. Maximus will Rache für die Ermordung seiner Familie und trachtet Commodus nach dem Leben.
Maximus steigt zum Idol der Massen auf, unter anderem bekannt als der Barmherzige, nachdem er einen Gladiator gegen den Willen Commodus’ verschont hat. Lucilla besucht ihn und stellt für ihn eine Verbindung zu Senator Gracchus her. Commodus spürt, dass der vom Volk geliebte Maximus sein Kaisertum bedroht. Commodus’ Sehnsucht nach Anerkennung durch das römische Volk, die erotische Liebe zu seiner Schwester und seine psychopathische Machtgier treiben ihn an. Doch er sieht davon ab, Maximus außerhalb der Arena töten zu lassen, damit dieser nicht zum Volkshelden aufsteigt. In der Arena kann sich Maximus selbst in schwierigsten Situationen behaupten.
Gracchus, Lucilla und Maximus planen einen Staatsstreich. Sie wollen zusammen mit Gleichgesinnten Commodus absetzen und nach dem Wunsch des verstorbenen Kaisers Mark Aurel die Republik wiederherstellen. Maximus soll im Übergang seine ehemaligen Truppen befehligen und so die senatorische Macht absichern. Doch Lucillas kleiner Sohn Lucius verplappert sich und Commodus kann die Umsturzpläne aufdecken. Er lässt die Beteiligten festnehmen. Maximus gelingt es, aus der Gladiatorenschule zu fliehen, er gerät jedoch in eine Falle und erneut in Gefangenschaft. Commodus sieht nun seine Chance. Er will seine eigene Dynastie begründen und dazu seine Schwester zur Inzucht erpressen.
Um Maximus endgültig zu überwinden, inszeniert er einen Schaukampf zwischen ihm und sich selbst im Kolosseum. Maximus schwächt er zuvor durch einen Dolchstich in den Brustkorb. Als Commodus im Kampf sein Schwert verliert, verweigert ihm der Prätorianerführer Quintus die Hilfe. Maximus gewinnt das Duell und tötet Commodus, stirbt aber unmittelbar danach ebenfalls. Ein Ehrenzug trägt den toten Maximus aus der Arena, angeführt vom freigelassenen Gracchus und gefolgt von seinen befreundeten Gladiatoren und Quintus. Commodus lässt man im Staube liegen. Maximus’ Vermächtnis, die Rückführung der Macht in die Hände des Senats, erhält nun eine Chance.

## Beschreibung
Gladiator war der erste Monumentalfilm mit antiker Thematik seit den 1960er Jahren. Seine Handlung griff zahlreiche Elemente aus Der Untergang des Römischen Reiches aus dem Jahr 1963 auf. In diesem Film unter der Regie von Anthony Mann spielten Sophia Loren als Lucilla, Alec Guinness als Mark Aurel und Christopher Plummer als Commodus. Eine Maximus vergleichbare Gestalt namens Livius wurde von Stephen Boyd dargestellt, hierbei handelte es sich jedoch um einen Militärtribun.
Gladiator nutzte die rasante Entwicklung computergestützter visueller Effekte Ende der 1990er Jahre, um das antike Rom stark idealisiert wiedererstehen zu lassen. Dennoch konzentriert der Film sich zugleich auf das Schauspiel von Crowe und Phoenix sowie einer ganzen Reihe Schauspieler der „alten Garde“ wie Richard Harris, Derek Jacobi oder David Hemmings, die aus dem Film einen klassischen Schauspielfilm machen. Oliver Reed starb während der Dreharbeiten. Das Drehbuch wurde umgeschrieben, sodass dessen Figur nun einen Heldentod sterben darf. Seine verbleibenden Szenen ergänzte man durch am Computer generierte Bilder und Körperdoubles.

## Dreharbeiten und Drehorte
Die Dreharbeiten fanden von Januar bis Mai 1999 hauptsächlich an drei Orten statt. Die Eröffnungsszene, die Schlacht in den germanischen Wäldern, wurde innerhalb von drei Wochen in den Bourne Woods bei Farnham in Surrey, England, gedreht. Als Ridley Scott von der Absicht der britischen Forstbehörde erfuhr, den Ort zu entwalden, überzeugte er diese, ihn die Szene dort drehen zu lassen und den Wald selbst während des Drehs zu zerstören.
Scott und der Kameramann John Mathieson nutzten in den Action-Sequenzen die Stop-Motion-Filmtechnik, indem sie sich mehrerer Kameras mit verschiedenen Bildraten und Umlaufverschlüssen bedienten.
Die Szenen der Sklaverei, die Reise in die Wüste und die Schule der Gladiatoren wurden in den Atlas Corporation Studios in Ouarzazate, Marokko, über drei Wochen gedreht. Die Arena, in der Maximus seine ersten Gladiatorenkämpfe bestreitet, wurde dort aus Lehmziegeln gebaut.
Die Szenen des antiken Rom wurden auf Malta, im Fort Ricasoli über neunzehn Wochen gedreht. Dort wurde eine 15 Meter große Teil-Nachbildung des Kolosseums aus Gips und Sperrholz gebaut, die allerdings nur ein Drittel des originalen Bauwerks abbildete. Die restlichen zwei Drittel wurden per Videobearbeitung in der Postproduktion hinzugefügt. Der Bau dauerte mehrere Monate und kostete eine Million US-Dollar.
Der Dreh der spanischen Heimat des Protagonisten Maximus fand in Italien, im Val d’Orcia, einem UNESCO-Weltkulturerbe, in der Toskana statt.

## Film und historische Fakten
Gladiator greift auf historische Personen, Ereignisse und Kulturen des Römischen Reichs zurück. Für einen Historienfilm typisch wurden dabei Änderungen und Verfälschungen der geschichtlichen Fakten zugunsten von Dramaturgie, Inszenierung und dem populären und idealisierten Bild der Epoche vorgenommen.

### Inszenierung

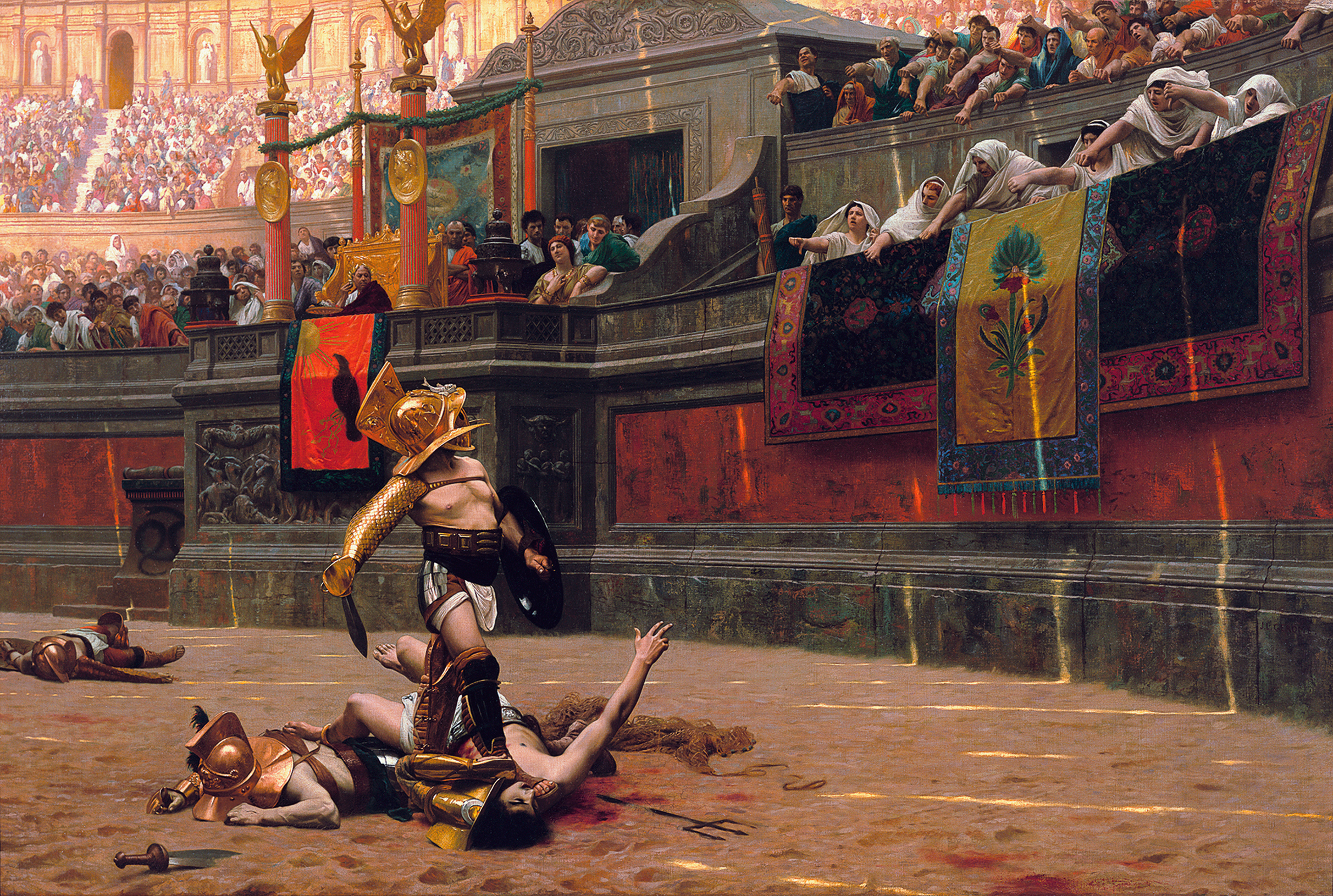
Pollice Verso von Jean-Léon Gérôme 1872

Scott und seinem Produktionsdesigner zufolge wurde die Idee eines „römischen“ Filmes besonders vom Gemälde Pollice verso des Historienmalers Jean-Léon Gérôme inspiriert. Weitere, teils vom Jugendstil beeinflusste Historienmaler des ausgehenden 19. Jahrhunderts, wie Sir Lawrence Alma-Tadema, dienten Scott ebenfalls als Vorbild: „Die größten Fotografen waren die Maler, die diese historischen Zeiten darstellten, vornehmlich aus dem 19. Jahrhundert.“
Scott war auch von den alten historischen Monumentalfilmen der 1950er und 1960er Jahre fasziniert, besonders von Spartacus, Quo Vadis und Ben Hur. Dies wird sowohl in der Ausstattung als auch in den Monumentalszenen deutlich. Wie in den alten Monumentalfilmen nimmt Scott zudem Anleihen bei Leni Riefenstahls Inszenierung zu Triumph des Willens. So wird Commodus bei seiner Ankunft in Rom von tausenden angetretenen Prätorianern auf einem gewaltigen Vorplatz vor dem Palast empfangen – aber einen Platz dieser Größe gab es in der Innenstadt Roms nicht. Das einzig dafür geeignete Marsfeld lag zur dargestellten Zeit vor den Toren Roms. Es war aber im 2. Jahrhundert n. Chr. bereits so stark überbaut, dass auch hier fraglich ist, ob eine Machtdemonstration in diesem Ausmaß dort stattfinden konnte.
Weiter ließ sich Scott vom Film Der Soldat James Ryan inspirieren, besonders von der Landung in der Normandie. Dies wird bei den Kampfszenen deutlich, bei denen durch den massiven Gebrauch von brandbombenartigen Geschossen auch Erinnerungen an den Vietnamkrieg aufkommen.
Eine Hinrichtungsszene folgt ganz dem Muster moderner militärischer Erschießungen, nur dass die Gewehre durch Pfeil und Bogen ersetzt sind (anachronistischerweise lautet das Kommando zur Erschießung trotzdem „Fire!“). Eine solche Hinrichtungsmethode gab es in der Antike nicht; in der Kaiserzeit wurde üblicherweise das Schwert benutzt.
Handzettel, wie sie als Veranstaltungsankündigung in einer Szene in Rom zu sehen sind, gab es damals nicht, da weder billiges Papier noch die Technik für Massendruck zur Verfügung stand.
Scott hat die Gladiatorenspiele im Film freizügig inszeniert. Sie gleichen einem Gemetzel ohne Regeln, bei dem es darauf ankommt, dass möglichst viel Blut spritzt. Der historisch belegte Gladiatorenkampf lief dagegen nach festen strengen Regeln ab, wurde von Schiedsrichtern beaufsichtigt und endete auch nicht immer tödlich. Raubkatzen wurden nicht im Gladiatorenkampf, sondern bei Hinrichtungen und Tierhetzen im Amphitheater eingesetzt.

### Architektur
„Dies ist eine exakte Replik dessen, wie es ausgesehen hat, in Dimension wie in der Architektur“, verkündet Scott zum Kolosseum auf der DVD-Version von Gladiator (Dreamworks und Universal Pictures, 2000). Und sein Produktionsdesigner Artur Max fügt hinzu: „Wir waren sehr genau – ich würde sagen, besessen genau.“ Das zu großen Teilen computeranimierte „Kolosseum“ vermittelt ausgezeichnet die Atmosphäre, aber einige Details passen nicht: Die kegelförmigen Granitsäulen an den Arenarändern sind Wendemarken eines Circus. Dagegen fehlt das große Gitter vor den Tribünen zum Schutze des Publikums vor angreifenden Raubkatzen. Der Flug über die Stadt bis zum Amphitheatrum Flavium, das im Film fälschlicherweise bereits „Kolosseum“ (eine mittelalterliche Wortfindung) genannt wird, ist von dem 1937 unter Benito Mussolini angefertigten Modell Plastico di Roma Antica abgefilmt und zeigt Rom einhundert Jahre nach der Handlung zur Zeit Konstantins des Großen. Auch in der restlichen „rekonstruierten“ antiken Stadt finden sich weitere Ungereimtheiten und historische Fehler.

### Kostüme und Ausstattung
Historisch sind die Kostüme so gut wie nie korrekt. Unter anderem tragen die Legionäre Fantasiehelme sowie Unterarmbänder, die es so nie gegeben hat. Seit den frühen Monumentalfilmen dienen diese Unterarmbänder allerdings als typisches Signalzeichen, wenn „Antike“ vermittelt werden soll. Etwas befremdlich wirken auf Fachleute die wie stereotype Steinzeitmenschen gekleideten Germanen. Mark Aurels Tochter wiederum trägt ein nur leicht antikisierendes Gewand und teilweise orientalische Hennamalereien, die es nie im alten Rom gegeben hat. Ein weiteres Beispiel für Scotts Umgang mit dem historischen Ausgangsmaterial findet sich dann in den dargestellten Gladiatorenkämpfen: Die Gladiatoren kämpfen in Fantasieuniformen unterschiedlicher Zeitalter gegeneinander und nutzen Waffen verschiedener mittelalterlicher Völker. Russell Crowe trägt während seines ersten Kampfes im Kolosseum gar einen futuristischen Helm. Kopien historischer Originalausrüstungen, über die man heute sehr detailliertes Wissen besitzt, wurden zumeist nicht genutzt. Commodus ist im Film als glatt rasiert dargestellt, trägt aber auf allen erhaltenen antiken Bildwerken einen Vollbart, wie er damals Mode war.

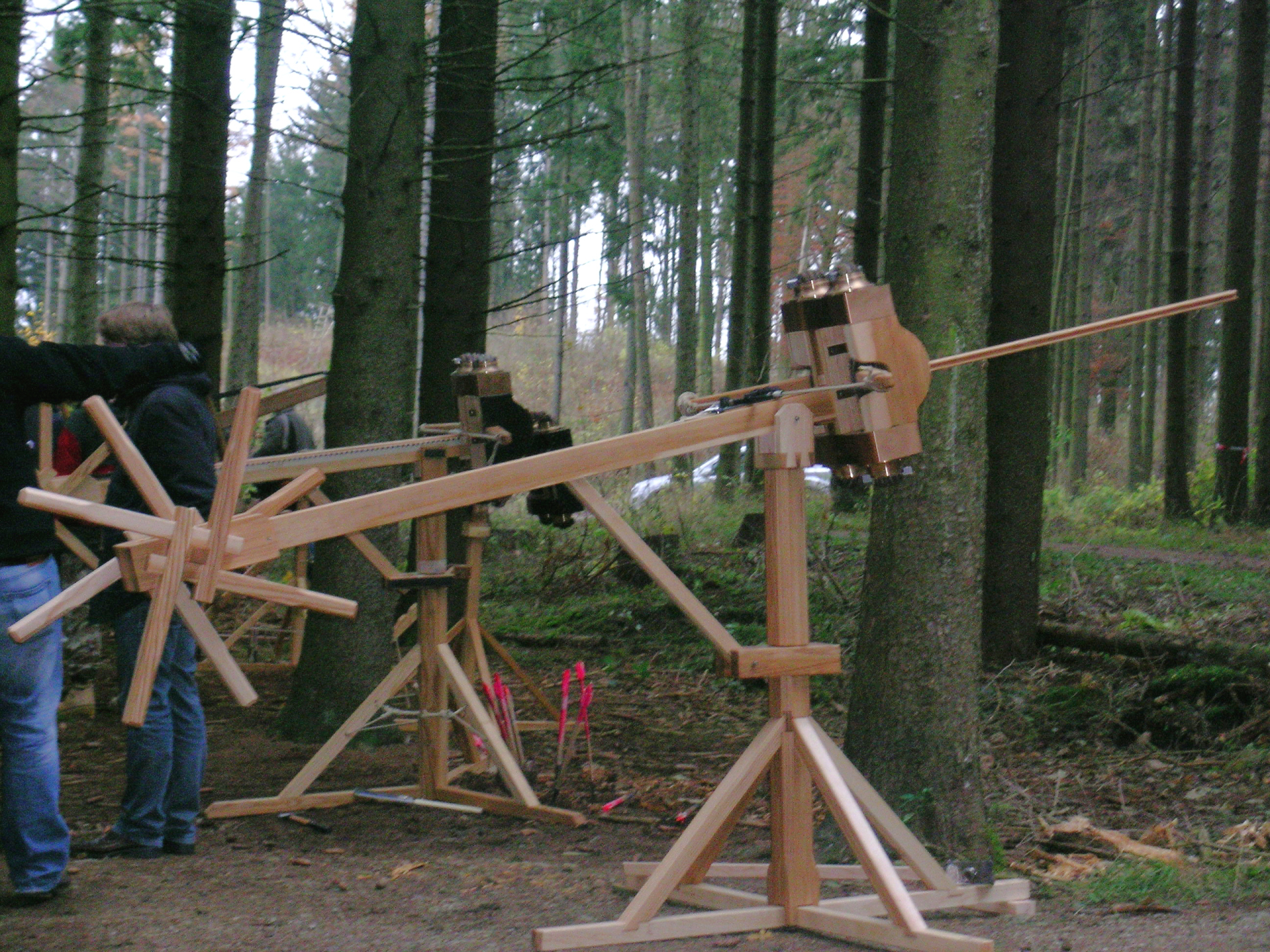
Torsionsgeschütze der römischen Feldartillerie waren weitaus kompakter und leichter zu bewegen als im Film dargestellt. Es gab sie in verschieden großen Ausführungen. Als Carroballistae waren sie auf fahrbare Lafetten montiert, die von Hand oder durch Zugtiere bewegt werden konnten. Mit diesen Geschützen war es der römischen Artillerie möglich, auch tiefere Kampfräume schnell und flächig zu bestreichen

Schwere Wurfgeschosse wurden damals nur im Stellungskrieg eingesetzt – und dann auch sicher nicht in der gezeigten „Brandbomben-Variante“, die bewusst an diverse Vietnamfilme erinnert. Der gezeigte Urwald in Germanien ist ein teilweise kahlgeschlagener, forstwirtschaftlich genutzter Fichtenbestand; eigentlich herrschten dort ausgedehnte Laubwälder vor. Historisch unzutreffend ist auch Maximus’ Angaloppieren vor der großen Schlacht. Die Rossstirn seines Pferdes stammt aus dem Spätmittelalter. Der Thronsessel des Commodus schließlich ist die Kopie eines napoleonischen Thrones aus klassizistischer Zeit.

### Geschichte
Die durch die Schlacht zu Beginn des Films angebliche „abgeschlossene Eroberung Germaniens“ hat es nie gegeben: Nach dem Scheitern der römischen Vorstöße nach Germanien unter Augustus (siehe auch Varusschlacht) gab es zur Zeit Mark Aurels nur die beiden relativ kleinen römischen Rheinprovinzen Germania inferior und Germania superior, während der größte Teil des germanischen Siedlungsgebiets als „freies“ (Germania libera) oder „großes“ Germanien (siehe Germania magna) nicht unter römischer Herrschaft stand. Allerdings führte Mark Aurel tatsächlich einen langen Krieg gegen germanische Stämme und konnte die römische Grenze in schweren Kämpfen sichern. Die vom Kaiser wahrscheinlich angestrebte Eroberung des Markomannenreiches im späteren Böhmen scheiterte aber nach einigen Anfangserfolgen, auch wenn mehrere Quellen behaupten, man habe 180 kurz vor der Einrichtung von zwei neuen Provinzen gestanden. Zwar ist zweifelhaft, ob dies stimmt, doch schließt der Film in dieser Hinsicht also immerhin an die antike Überlieferung an.
Der im Film angedeutete Inzest zwischen Commodus und seiner Schwester ist dagegen eine freie Erfindung der Autoren, wohl angelehnt an das dem Kaiser Caligula und seiner Schwester Drusilla nachgesagte inzestuöse Verhältnis. Der Film bedient sich dabei zugleich aus dem Repertoire der klassischen Tyrannentopik.
Gladiator erzählt im letzten Akt den Tod des Commodus historisch falsch, inspiriert vom 1964 entstandenen Film Der Untergang des Römischen Reiches. Das Motiv des Schwertkampfes zwischen Commodus und dem Filmhelden Livius von 1964 wird in Gladiator neu interpretiert. Die Wahrheit ist aber, dass Commodus – der als „Hercules“ in Scheinkämpfen aufzutreten pflegte – den antiken Quellen zufolge vom Ringer Narcissus erdrosselt wurde, den Marcia, eine Konkubine des Commodus, angeheuert hatte, weil dieser sie anlässlich des Saturnalienfestes im Jahre 192 mutmaßlich hinrichten lassen wollte. Der Tod ereilte ihn in seinem Palast, nicht aber öffentlich im Kolosseum.
In Teilen zwar nachvollziehbar, aber dennoch nicht historisch ist der im Film dargestellte Gedanke des Kaisers Mark Aurel, seinen fähigsten Feldherrn anstelle seines leiblichen Sohnes zum Nachfolger zu ernennen. Mark Aurel war nach Nerva, Trajan, Hadrian und Antoninus Pius der letzte der sogenannten Adoptivkaiser. Aufgrund ihrer Kinderlosigkeit erhoben die vier erstgenannten jeweils einen General oder Verwaltungsbeamten – wie im Falle des Antoninus Pius – zu ihrem Erben. Dazu muss jedoch relativierend gesagt werden, dass zwischen den Adoptivkaisern zum Teil verwandtschaftliche Beziehungen bestanden. Jedenfalls ließ Mark Aurel in Wirklichkeit niemals einen Zweifel daran, dass sein Sohn als Nachfolger vorgesehen war: Bereits als Fünfjähriger wurde dieser im Oktober 166 zum Caesar, also zum Thronfolger, erhoben; 175 wurde er princeps iuventutis, 176 feierte er gemeinsam mit Mark Aurel einen Triumph, und seit 177 war er als Augustus Mitherrscher seines Vaters. Er besaß bei dessen Tod also bereits seit knapp drei Jahren alle Rechte und Vollmachten eines Kaisers, die Nachfolgefrage war längst geklärt. Der „Philosophenkaiser“ Mark Aurel starb in Wirklichkeit im Jahre 180 auch nicht durch die Hand seines Sohnes, sondern erlag nahe Wien (Vindobona) der Pest. Commodus regierte danach über zwölf Jahre als Alleinherrscher (der Film suggeriert hingegen eine Herrschaft von allenfalls einigen Monaten).
Maximus bezeichnet sich im Film als „Spanier“ (engl. „Spaniard“) und wird auch von anderen so genannt. Er soll also vermutlich aus einer Gemeinde in einer der drei Provinzen auf der Iberischen Halbinsel stammen, deren Einwohner das römische Bürgerrecht besaßen. Seine Familie könnte zum Ritterstand gehören. Maximus dürfte sich über verschiedene militärische Funktionen schließlich zum Armeekommandeur hochgearbeitet haben, dem bei Bedarf (also nur befristet) Armeen für eine spezielle Aufgabe anvertraut wurden. Seine Bezeichnung als Tribun wäre allerdings sehr ungewöhnlich; richtiger wären Präfekt, Prokonsul oder Legat (im englischen Original wird er schlicht „General“ genannt). Ähnliche Karrieren sind in der Zeit Mark Aurels tatsächlich belegt. Historisches Vorbild für die Gestalt des Maximus dürften mehrere historische Personen gewesen sein: Feldherren wie Tiberius Claudius Pompeianus, der tatsächliche Ehemann Lucillas, oder Marcus Nonius Macrinus (Konsul im Jahre 154), aber auch der Ringer Narcissus, der Commodus im Dezember 192 tötete.
Auch die am Ende des Films suggerierte Erneuerung der freien res publica hat es nie gegeben, und sie wurde vom Senat, der 192 längst nicht mehr ein Hort von Freiheit oder gar „Demokratie“ war, auch gar nicht angestrebt (der Film scheint dagegen vorauszusetzen, dass das Publikum irrtümlich Parallelen zwischen dem modernen US-Senat und dem antiken römischen Gremium annimmt). Nachfolger des ermordeten Commodus als Kaiser wurde zunächst Pertinax, der aber nach wenigen Monaten ebenfalls ermordet wurde, woraufhin im Reich ein langer Bürgerkrieg (Zweites Vierkaiserjahr) ausbrach, in dem sich schließlich Septimius Severus als neuer Herrscher durchsetzte. Dieser ließ die damnatio memoriae des Commodus aufheben und beanspruchte sogar, der Sohn Mark Aurels und Bruder des Commodus zu sein.

### Name Maximus Decimus Meridius
Der Name Maximus Decimus Meridius entspricht in keiner Weise der im antiken Rom gebräuchlichen Praxis, sondern ist ein modernes Phantasieprodukt, das vor allem auf assoziative und klangliche Wirkung hin gewählt wurde. So ist „Maximus“ kein Vorname (praenomen), sondern kam nur als Beiname (cognomen) vor (etwa bei Marius Maximus). Schauspieler Russell Crowe selbst schlug den Namen vor und ersetzte damit den ursprünglich vorgesehenen Namen „Narcissus“, den der Mörder des historischen Commodus trug. Crowe dagegen hielt Narcissus für einen ungeeigneten Heldennamen, da ein Narziss nur sich selbst liebe. Maximus hingegen heißt „der Größte“, und Decimus Meridius deute, so Crowe, eine Herkunft aus traditionsreichem Hause an; es heiße frei übersetzt: der Zehnte aus der gens der Meridianer.

### Wertung
Die Filmemacher weisen im Abspann darauf hin, dass es sich hier um eine „fiktive Geschichte“ handelt. So sind vor allem die Biografien der Personen als Bestandteile eines Kunstwerks zu betrachten, nicht als Geschichtsdarstellung. Dennoch betonen sie stets, dass dem Betrachter authentisches römisches Ambiente geboten werde. Da dies nicht stimmt, kommentierte z. B. die historische Beraterin des Films, Kathleen M. Coleman von der Harvard University: „Historische Authentizität scheint eine etwas periphere Überlegung zu sein.“ In dem Essay The Pedant Goes to Hollywood: The Role of the Academic Consultant fasste sie später ihre Erfahrungen zusammen.

## Rezeption

### Erfolg
Der große Erfolg des Filmes bewirkte, dass weitere Filme mit antiken Themen in Produktion gingen. Troja von Wolfgang Petersen, der die Regie für Gladiator abgelehnt hatte, sowie eine Verfilmung des Lebens Alexanders des Großen durch Oliver Stone – ersterer übertraf sogar das internationale Einspielergebnis von Gladiator (allerdings bei einem deutlich höheren Budget), letzterer war kommerziell nur wenig erfolgreich. Deutsche Fernsehproduktionen waren Held der Gladiatoren, Attila und Die Nibelungen; letztere brachte es zu hohen Einschaltquoten.
Gladiator erhielt eine Reihe von Auszeichnungen. So wurde der Film bei den Academy Awards als bester Film des Jahres ausgezeichnet. Dazu erhielt Russell Crowe die Auszeichnung als bester Schauspieler. Weitere Preise gingen an den Film in den Kategorien Kostümdesign an Janty Yates, für den besten Ton an Ken Weston und die besten Spezialeffekte.
Nominiert waren des Weiteren Joaquin Phoenix, Ridley Scott und Hans Zimmer sowie die Verantwortlichen in den Kategorien Art Direction-Set Decoration, Kamera, Schnitt und Drehbuch.
Die Deutsche Film- und Medienbewertung FBW in Wiesbaden verlieh dem Film das Prädikat „besonders wertvoll“.

### Kritiken
„Monumentales Epos, das mitfühlend sentimental und zugleich barbarisch brutal eine antike Soap Opera entwickelt, die durch die stupende Rekreation gigantischer Schlachten und phänomenaler Architektur einen Anflug von Größe erhält. Dank der ausgefeilten Bildsprache wird das individuelle Drama des Protagonisten durchaus glaubwürdig.“

„Gerade in der Schlusssequenz kommt der durch Bild und Ton erzeugten atmosphärischen Dichte die ebenso präzis wie poetisch formulierten Dialoge des Drehbuchs mit ihrer lakonischen Knappheit und ihrem verhaltenen Pathos sehr wirkungsvoll zu Hilfe. Sie sind frei von geschwollener Altertümelei oder aufdringlichen Modernismen und verleihen der Sprache einen überzeugend ‚römischen‘ und zugleich zeitlosen Charakter. Im Zusammenklang mit der herausragenden schauspielerischen Leistung Russell Crowes entsteht so das weitaus gelungenste Finale sämtlicher Monumentalfilme, das sich nicht ohne Erfolg auf die Höhen Shakespearscher Tragödie aufzuschwingen versucht. […] Und noch eines macht der grandiose Schluß erneut klar: Dies ist kein Film über reale geschichtliche Ereignisse und über reale geschichtliche Individuen, sondern über archetypische Personifikationen der dunklen und der lichten Idee von Rom. Und es ist erst recht nicht ein Film über das reale Rom, weder das vergangene, noch das gegenwärtige, sondern über Rom als überzeitlicher Traum.“

„Ridley Scott erfindet das Genre zwar nicht neu, liefert aber ein furioses Schlachtenepos im Stil von Mel Gibsons Braveheart. Ein Budget von 100 Millionen Dollar hatte Scott für seinen ‚Gladiator‘ zur Verfügung. Das erlaubte ihm, fulminante Kampfszenen und eine bombastische Ausstattung zu bieten. Der australische Hauptdarsteller Russell Crowe vereint schauspielerische Klasse (Oscarnominierung für ‚The Insider‘) und physische Präsenz.“

„Ridley Scott [fand] in Gladiator […] brillante visuelle Lösungen für die mörderische Degeneration des römischen Imperiums […]. [So führt] Scott den Zuschauern die Brutalität des römischen Eroberungskrieges mit einer Schlachtszene vor Augen […], deren Ästhetik sich deutlich an die Schützengräben des Ersten Weltkriegs anlehnt. […]. Mehr noch: Als der neue Kaiser Commodus triumphal nach Rom zurückkehrt, wird dies visuell den Einzügen Hitlers bei den Nürnberger Reichsparteitagen nachempfunden, wie man sie aus Leni Riefenstahls Filmen kennt. Eindrucksvoller hätte man den tyrannischen Schrecken des vom Cäsarenwahn geschüttelten Römischen Imperiums kaum ins Bild setzen können.“

### Auszeichnungen
Die IMDb verzeichnet für „Gladiator“ 24 Filmpreise (in 51 Kategorien) und weitere 27 -nominierungen (in 78 Kategorien). Eine Auswahl dieser ist hier gelistet:
Oscarverleihung 2001
- Bester Film – Douglas Wick, David Franzoni, Branko Lustig
- Bester Hauptdarsteller – Russell Crowe
- Bestes Kostümdesign – Janty Yates
- Bester Ton – Scott Millan, Bob Beemer, Ken Weston
- Beste visuelle Effekte – John Nelson, Neil Corbould, Tim Burke, Rob Harvey
  - weitere Nominierungen:
  - Beste Regie – Ridley Scott
  - Bestes Original-Drehbuch – David Franzoni, John Logan, William Nicholson
  - Bester Nebendarsteller – Joaquin Phoenix
  - Bestes Szenenbild – Arthur Max, Crispian Sallis
  - Beste Kamera – John Mathieson
  - Bester Schnitt – Pietro Scalia
  - Beste Filmmusik – Hans Zimmer

Golden Globe Awards 2001
- Bester Film – Drama
- Beste Filmmusik – Hans Zimmer, Lisa Gerrard
  - weitere Nominierungen
  - Bester Hauptdarsteller – Drama – Russell Crowe
  - Beste Regie – Ridley Scott
  - Bester Nebendarsteller – Joaquin Phoenix

British Academy Film Awards 2001
- Bester Film
- Bester Schnitt – Pietro Scalia
- Beste Kamera – John Mathieson
- Bestes Szenenbild – Arthur Max
- Publikumspreis
  - weitere Nominierungen:
  - Bester Hauptdarsteller – Russell Crowe
  - Bestes Original-Drehbuch – David Franzoni, John Logan, William Nicholson
  - Bester Nebendarsteller – Joaquin Phoenix
  - Bester Nebendarsteller – Oliver Reed (posthum)
  - Bester Ton – Ken Weston, Scott Millan, Bob Beemer, Per Hallberg
  - Bestes Make-up – Paul Engelen, Graham Johnston
  - Beste visuelle Effekte – John Nelson, Tim Burke, Rob Harvey, Neil Corbould
  - Bestes Kostümdesign – Janty Yates
  - Anthony Asquith Award (Preis für die beste Filmmusik) – Hans Zimmer, Lisa Gerrard
  - David Lean Award (Preis für die beste Regie) – Ridley Scott

ASCAP Awards 2001
- Top Box Office Films – Hans Zimmer, Lisa Gerrard

Bogey Awards 2000
- Bogey Award in Silber (für 2 Millionen Kinobesucher in 20 Tagen)

## Extended Edition
Im Jahr 2005 erschien Gladiator erstmals auf der damals noch relativ neuen DVD in einer sogenannten Extended Edition. Diese läuft ca. 16 Minuten länger als die Kinofassung und integriert ursprünglich aus der Kinofassung herausgeschnittene Szenen wieder in den Film. Die Extended-Fassung fügt dem Film jedoch keine nennenswerten, neuen Handlungselemente hinzu, sondern erweitert größtenteils bereits vorhandene Szenen. Auch wurden einige geschnittene Szenen und Probeaufnahmen des während der Dreharbeiten verstorbenen Oliver Reed zum Teil digital nachbearbeitet und in den Film eingefügt, wofür auch Doubles genutzt wurden, die dann nur von hinten gezeigt wurden, um bestimmte Szenen zu vervollständigen. Dies führte mitunter zu kleineren Kontinuitätsproblemen, so ändert sich in einer Szene je nach Einstellung der Hintergrund oder der Grad seiner Rasur. Da Michael Chevalier nicht mehr zur Verfügung stand, wurde Reed in den neuen Szenen von Horst Lampe synchronisiert.
In einem Vorwort vor dem Start des Films auf der DVD betont Ridley Scott, dass es sich bei dieser Version nicht um einen Director’s Cut, also die vom Regisseur bevorzugte Fassung handele, da er die zusätzlichen Szenen und Erweiterungen zwar als interessant, für die Handlung und das Tempo des Films jedoch als nicht wichtig genug erachtete und sie daher letztlich entfernte. Die Kinofassung sei seine bevorzugte Fassung.

## Synchronisation
Die deutsche Synchronisation entstand nach einem Dialogbuch von Michael Nowka unter der Dialogregie von Tobias Meister im Auftrag der damaligen Berliner Synchron AG in Berlin.
| Rolle           | Darsteller          | Synchronsprecher                            |
| --------------- | ------------------- | ------------------------------------------- |
| Maximus         | Russell Crowe       | Thomas Fritsch                              |
| Commodus        | Joaquin Phoenix     | Nicolas Böll                                |
| Lucilla         | Connie Nielsen      | Ulrike Möckel                               |
| Proximo         | Oliver Reed         | Michael Chevalier Horst Lampe (neue Szenen) |
| Marcus Aurelius | Richard Harris      | Werner Ehrlicher                            |
| Gracchus        | Derek Jacobi        | Bodo Wolf                                   |
| Quintus         | Tomas Arana         | Bernd Rumpf                                 |
| Gaius           | John Shrapnel       | Lothar Blumhagen                            |
| Hagen           | Ralf Moeller        | Reiner Schöne                               |
| Juba            | Djimon Hounsou      | Leon Boden                                  |
| Cassius         | David Hemmings      | Bert Franzke                                |
| Cicero          | Tommy Flanagan      | Bernhard Völger                             |
| Falco           | David Schofield     | Joachim Kaps                                |
| Sklavenhändler  | Omid Djalili        | Hans-Jürgen Wolf                            |
| Lucius          | Spencer Treat Clark | Nico Sablik                                 |

## Fortsetzung
Nachdem Regisseur Ridley Scott über mehrere Jahre hinweg bekundet hatte, eine Fortsetzung zum oscarprämierten Film persönlich drehen zu wollen, wurde Ende 2018 der Drehbuchautor Peter Craig für das Projekt verpflichtet. Im Juni 2019 äußerten sich die Produzenten Walter F. Parkes und Laurie MacDonald, dass die Fortsetzung tatsächlich verwirklicht werde. Beide verrieten zudem, dass Gladiator II das nächste Projekt von Scott sei und es inhaltlich um den erwachsenen Lucius gehen werde, auf den Maximus auch noch 25 Jahre nach seinem Tod einen bleibenden Eindruck hinterlassen hat. Die Hauptrolle wurde im Januar 2023 mit Paul Mescal besetzt. Gladiator II kam am 14. November in die deutschen und am 22. November 2024 in die US-amerikanischen Kinos.